# Lamorlaye
Lamorlaye és un municipi francès, situat al departament de l'Oise i a la regió dels Alts de França. L'any 2007 tenia 9.294 habitants.

## Demografia

### Població
El 2007 la població de fet de Lamorlaye era de 9.294 persones. Hi havia 3.575 famílies de les quals 914 eren unipersonals (355 homes vivint sols i 559 dones vivint soles), 1.114 parelles sense fills, 1.360 parelles amb fills i 187 famílies monoparentals amb fills.
La població ha evolucionat segons el següent gràfic:
Habitants censats

### Habitatges
El 2007 hi havia 4.106 habitatges, 3.640 eren l'habitatge principal de la família, 259 eren segones residències i 207 estaven desocupats. 2.953 eren cases i 1.129 eren apartaments. Dels 3.640 habitatges principals, 2.638 estaven ocupats pels seus propietaris, 915 estaven llogats i ocupats pels llogaters i 86 estaven cedits a títol gratuït; 116 tenien una cambra, 383 en tenien dues, 562 en tenien tres, 610 en tenien quatre i 1.969 en tenien cinc o més. 3.022 habitatges disposaven pel capbaix d'una plaça de pàrquing. A 1.532 habitatges hi havia un automòbil i a 1.795 n'hi havia dos o més.

### Piràmide de població
La piràmide de població per edats i sexe el 2009 era:
| Homes | Edats   | Dones |
| ----- | ------- | ----- |
| 4     | 95 o +  | 28    |
| 8     | 90 a 94 | 52    |
| 36    | 85 a 89 | 64    |
| 32    | 80 a 84 | 56    |
| 84    | 75 a 79 | 92    |
| 120   | 70 a 74 | 144   |
| 164   | 65 a 69 | 188   |
| 200   | 60 a 64 | 208   |
| 280   | 55 a 59 | 260   |
| 360   | 50 a 54 | 396   |
| 380   | 45 a 49 | 376   |
| 364   | 40 a 44 | 276   |
| 236   | 35 a 39 | 340   |
| 212   | 30 a 34 | 208   |
| 305   | 25 a 29 | 228   |
| 185   | 20 a 24 | 261   |
| 268   | 15 a 19 | 282   |
| 304   | 10 a 14 | 324   |
| 236   | 5 a 9   | 232   |
| 188   | 0 a 4   | 164   |

## Economia
El 2007 la població en edat de treballar era de 6.073 persones, 4.437 eren actives i 1.636 eren inactives. De les 4.437 persones actives 4.078 estaven ocupades (2.211 homes i 1.867 dones) i 359 estaven aturades (173 homes i 186 dones). De les 1.636 persones inactives 466 estaven jubilades, 588 estaven estudiant i 582 estaven classificades com a «altres inactius».

### Ingressos
El 2009 a Lamorlaye hi havia 3.742 unitats fiscals que integraven 9.415 persones, la mediana anual d'ingressos fiscals per persona era de 29.527,5 €.

### Activitats econòmiques
Dels 625 establiments que hi havia el 2007, 2 eren d'empreses extractives, 8 d'empreses alimentàries, 4 d'empreses de fabricació de material elèctric, 1 d'una empresa de fabricació d'elements pel transport, 14 d'empreses de fabricació d'altres productes industrials, 39 d'empreses de construcció, 122 d'empreses de comerç i reparació d'automòbils, 23 d'empreses de transport, 26 d'empreses d'hostatgeria i restauració, 23 d'empreses d'informació i comunicació, 37 d'empreses financeres, 46 d'empreses immobiliàries, 124 d'empreses de serveis, 100 d'entitats de l'administració pública i 56 d'empreses classificades com a «altres activitats de serveis».
Dels 122 establiments de servei als particulars que hi havia el 2009, 1 era una oficina de correu, 6 oficines bancàries, 6 tallers de reparació d'automòbils i de material agrícola, 1 taller d'inspecció tècnica de vehicles, 3 autoescoles, 6 paletes, 4 guixaires pintors, 7 fusteries, 9 lampisteries, 2 electricistes, 6 empreses de construcció, 13 perruqueries, 4 veterinaris, 19 restaurants, 24 agències immobiliàries, 3 tintoreries i 8 salons de bellesa.
Dels 45 establiments comercials que hi havia el 2009, 4 eren supermercats, 1 un supermercat, 1 una gran superfície de material de bricolatge, 5 fleques, 4 carnisseries, 1 una carnisseria, 1 una botiga de congelats, 1 una peixateria, 9 botigues de roba, 1 una botiga de roba, 1 una botiga d'equipament de la llar, 1 una sabateria, 1 una botiga d'electrodomèstics, 6 botigues de material esportiu, 1 un drogueria, 2 joieries i 5 floristeries.

## Equipaments sanitaris i escolars
El 2009 hi havia 1 hospital de tractaments de mitja durada (seguiment i rehabilitació) i 3 farmàcies.
El 2009 hi havia 2 escoles maternals i 2 escoles elementals. Lamorlaye disposava d'un col·legi d'educació secundària amb 665 alumnes.
Lamorlaye disposava d'un centre de formació no universitària superior de formació sanitària.

## Poblacions properes
El següent diagrama mostra les poblacions més properes.